# Месмер, Джованни Баттиста
Джованни Баттиста Месмер (итал. Giovanni Battista Mesmer; 21 апреля 1671, Милан, Миланское герцогство — 20 июня 1760, Рим, Папская область) — итальянский куриальный кардинал. Датарий Апостольской Пенитенциарии с 24 марта 1734 по 9 сентября 1743. Генеральный казначей Апостольской Палаты с 9 сентября 1743 по 10 апреля 1747. Камерленго Священной Коллегии кардиналов с 3 января 1757 по 13 марта 1758. Кардинал-священник с 10 апреля 1747, с титулом церкви Санти-Куаттро-Коронати с 15 мая 1747 по 22 сентября 1749. Кардинал-священник с титулом церкви Сант-Онофрио с 22 сентября 1749. 